# Solen, min far
Solen, min far (nordsamiska: Beaivi, áhčážan) är ett samiskspråkigt dikt- och bildverk från 1988 av Nils-Aslak Valkeapää. Boken skildrar samernas kulturhistoria, från hällristningar till samtiden. 1990 gavs en skandinavisk översättning ut som växlar mellan svenska, bokmål och nynorska. Den skandinaviska versionen saknar bilder och är på 136 sidor, till skillnad från den samiska på 464 sidor.
Boken vann Nordiska rådets litteraturpris 1991; bedömningskommittén sade bland annat att "Författaren har skapat ett verk som knyter samman dåtid och nutid, dokumentation och fiktion i en form som är oprövad och nyskapande".